# Sorygaza
Sorygaza là một chi bướm đêm thuộc họ Erebidae.